# Легка атлетика на літніх Олімпійських іграх 2008 — стрибки з жердиною (жінки)
Змагання зі стрибків з жердиною серед жінок на Літніх Олімпійських іграх 2008 у Пекіні проходили з 16 по 18 серпня на Пекінському національному стадіоні.

## Медалісти
| Золото                  | Срібло                    | Бронза                     |
| Олена Ісинбаєва · Росія | Дженніфер Стучинскі · США | Світлана Феофанова · Росія |

## Кваліфікація учасників
Національний олімпійський комітет (НОК) кожної країни мав право заявити для участі у змаганнях не більше трьох спортсменів, які виконали норматив А (4,45 м) у кваліфікаційний період з 1 січня 2007 року по 23 липня 2008 року. Також НОК міг заявити не більше одного спортсмена з тих, хто виконав норматив B (4,30 м) за той же період. Кваліфікаційні нормативи були встановлені ІААФ.

## Рекорди
Дані наведені на початок Олімпійських ігор. 
| Світовий рекорд     | Олена Ісинбаєва (Росія) | 5,04 м | Монако (Монако) | 29 липня 2008 року  |
| Олімпійський рекорд | Олена Ісинбаєва (Росія) | 4,91 м | Афіни (Греція)  | 24 серпня 2004 року |

За підсумками змагань Олена Ісинбаєва поліпшила свій рекорд, який по завершенні Олімпіади став дорівнювати 5,05 м.

## Змагання
Для потрапляння у фінал спортсменам необхідно у кваліфікації показати результат не гірший 4,60 м. У фінал потрапляють мінімум 12 атлетів. Якщо кількість тих, що виконали кваліфікацію, більша, то у фінал потрапляють усі спортсмени, що виконали кваліфікацію. У тому випадку, якщо кількість тих, що виконали кваліфікацію, менш як 12, то спортсмени відбираються у фінал за найкращим результатом.
Результати вказані в метрах. Також використані такі скорочення:
- Q — виконаний кваліфікаційний норматив
- q — кваліфіковані за найкращим результатом серед тих, хто не виконав кваліфікаційний норматив
- SB — найкращий результат у сезоні
- PB — найкращий результат у кар'єрі
- OR — олімпійський рекорд
- NM — немає жодної залікової спроби

### Кваліфікація
| Місце | Спортсмен                   | 4,00 | 4,15 | 4,30 | 4,40 | 4,50 | 4,60 | Результат | Примітки |
| ----- | --------------------------- | ---- | ---- | ---- | ---- | ---- | ---- | --------- | -------- |
| 1     | Олена Ісинбаєва (RUS)       | —    | —    | —    | —    | —    | о    | 4,60      | Q        |
| 2     | Гао Сюін (CHN)              | —    | —    | о    | о    | о    | —    | 4,50      | q        |
| 3     | Світлана Феофанова (RUS)    | —    | —    | —    | хо   | о    | —    | 4,50      | q        |
| 3     | Ейпріл Штайнер Беннет (USA) | —    | —    | хо   | о    | о    | —    | 4,50      | q        |
| 5     | Моніка Пирек (POL)          | —    | —    | —    | о    | xо   | —    | 4,50      | q        |
| 6     | Каролін Хігст (GER)         | —    | о    | хо   | о    | xо   | —    | 4,50      | q        |
| 7     | Наро Агірре (ESP)           | о    | о    | о    | xо   | xxx  | —    | 4,40      | =SB      |
| 8     | Анастасія Рейбергер (GER)   | —    | о    | хо   | xо   | xxx  | —    | 4,40      |          |
| 9     | Іоанна Пивоварський (POL)   | хо   | о    | xо   | xxx  | —    | —    | 4,30      |          |
| 9     | Афродіта Скафіда (GRE)      | —    | хо   | xо   | xxx  | —    | —    | 4,30      |          |
| 9     | Сандра-Єлена Тавареш (POR)  | о    | хо   | xо   | xxx  | —    | —    | 4,30      |          |
| 12    | Маріон Бюіссон (FRA)        | о    | о    | xxx  | —    | —    | —    | 4,15      |          |
| 13    | Наталія Кущ (UKR)           | —    | xxо  | —    | xxx  | —    | —    | 4,15      |          |
| 13    | Лі Лін (CHN)                | —    | xxо  | xxx  | —    | —    | —    | 4,15      |          |
| 13    | Яріслей Сільва (CUB)        | —    | xxо  | xxx  | —    | —    | —    | 4,15      |          |
| 16    | Олександра Гарсіа (ARG)     | хо   | xxо  | xxx  | —    | —    | —    | 4,15      |          |
| 17    | Лейла Бен Юзеф (TUN)        | Xо   | xxx  | —    | —    | —    | —    | 4,00      |          |
| 17    | Ванесса Венді (FIN)         | Xо   | xxx  | —    | —    | —    | —    | 4,00      |          |

| Місце | Спортсмен                    | 4,00 | 4,15 | 4,30 | 4,40 | 4,50 | 4,60 | Результат | Примітки |
| ----- | ---------------------------- | ---- | ---- | ---- | ---- | ---- | ---- | --------- | -------- |
| 1     | Ванесса Бослак (FRA)         | —    | о    | о    | о    | о    | —    | 4,50      | q,=SB    |
| 1     | Фабіана Мюрер (BRA)          | —    | —    | —    | о    | о    | —    | 4,50      | q        |
| 1     | Дженніфер Стучинскі (USA)    | —    | —    | —    | —    | о    | —    | 4,50      | q        |
| 4     | Ганна Роговська (POL)        | —    | —    | —    | о    | xо   | —    | 4,50      | q        |
| 5     | Юлія Голубчикова (RUS)       | —    | —    | о    | хо   | xо   | —    | 4,50      | q        |
| 6     | Сильці Шпігельбург (GER)     | —    | —    | хо   | о    | xо   | —    | 4,50      | q        |
| 7     | Кейт Деннісон (GBR)          | хо   | хо   | хо   | xxо  | xxx  | —    | 4,40      | PB       |
| 8     | Алана Бойд (AUS)             | —    | —    | о    | xxx  | —    | —    | 4,30      |          |
| 8     | Рослінда Самсу (MAS)         | о    | о    | о    | xxx  | —    | —    | 4,30      | =SB      |
| 10    | Келсі Хендрі (CAN)           | —    | —    | xо   | xxx  | —    | —    | 4,30      |          |
| 11    | Ніколь Бюхлер (SUI)          | хо   | о    | xxо  | xxx  | —    | —    | 4,30      |          |
| 12    | Торей Едда Елісдоттір (ISL)  | —    | о    | xxx  | —    | —    | —    | 4,15      |          |
| 13    | Чоу Янг (CHN)                | хо   | о    | xxx  | —    | —    | —    | 4,15      |          |
| 14    | Христина Мольнар (HUN)       | хо   | о    | xxx  | —    | —    | —    | 4,15      |          |
| 15    | Ніколетта Кіріакопоулу (GRE) | —    | xxо  | xxx  | —    | —    | —    | 4,15      |          |
| 16    | Ганна Фітідоу (CYP)          | Xxо  | xxx  | —    | —    | —    | —    | 4,00      |          |
| 17    | Катерина Бадурова (CZE)      | Xxx  | —    | —    | —    | —    | —    | NM        |          |
| 18    | Еріка Бартоліна (USA)        | Xxx  | —    | —    | —    | —    | —    | NM        |          |

### Фінал
| Місце | Спортсмен                   | 4,30 | 4,45 | 4,55 | 4,65 | 4,70 | 4,75 | 4,80 | 4,85 | 4,90 | 4,95 | 5,00 | 5,05 | Результат | Примітки |
| ----- | --------------------------- | ---- | ---- | ---- | ---- | ---- | ---- | ---- | ---- | ---- | ---- | ---- | ---- | --------- | -------- |
| 1     | Олена Ісинбаєва (RUS)       | —    | —    | —    | —    | о    | —    | —    | о    | —    | хо   | —    | xxо  | 5,05      | WR       |
| 2     | Дженніфер Стучинскі (USA)   | —    | —    | о    | —    | о    | хо   | о    | —    | xxx  | —    | —    | —    | 4,80      |          |
| 3     | Світлана Феофанова (RUS)    | —    | о    | о    | хо   | —    | о    | xxx  | —    | —    | —    | —    | —    | 4,75      | SB       |
| 4     | Юлія Голубчикова (RUS)      | —    | о    | о    | хо   | о    | xо   | xxx  | —    | —    | —    | —    | —    | 4,75      | PB       |
| 5     | Моніка Пирек (POL)          | —    | о    | о    | о    | xо   | xxx  | —    | —    | —    | —    | —    | —    | 4,70      |          |
| 6     | Каролін Хігст (GER)         | о    | о    | о    | xxо  | xxx  | —    | —    | —    | —    | —    | —    | —    | 4,65      | SB       |
| 7     | Сільке Шпігельбург (GER)    | о    | хо   | о    | xxо  | xxx  | —    | —    | —    | —    | —    | —    | —    | 4,65      |          |
| 8     | Ейпріл Штайнер Беннет (USA) | о    | о    | о    | xxx  | —    | —    | —    | —    | —    | —    | —    | —    | 4,55      |          |
| 9     | Ванесса Бослак (FRA)        | о    | о    | xо   | xxx  | —    | —    | —    | —    | —    | —    | —    | —    | 4,55      | SB       |
| 10    | Фабіана Мюрер (BRA)         | —    | о    | —    | xxx  | —    | —    | —    | —    | —    | —    | —    | —    | 4,45      |          |
| 10    | Ганна Роговська (POL)       | —    | о    | xxx  | —    | —    | —    | —    | —    | —    | —    | —    | —    | 4,45      |          |
| 12    | Гао Шинг (CHN)              | о    | xxо  | xxx  | —    | —    | —    | —    | —    | —    | —    | —    | —    | 4,45      |          |